# Haplogrup I-M253
Haplogrup I-M253, també conegut com a I1, és un haplogrup del cromosoma Y . Els marcadors genètics confirmats que identifiquen aquest haplogrup I-M253 són els SNPs M253,M307.2/P203.2, M450/S109, P30, P40, L64, L75, L80, L81, L118, L121/S62, L123, L124/S64, L125/S65, L157.1, L186, i L187. És una branca primària del Haplogrup I-M170 (I*).
El haplogrup assoleix les seves freqüències cimeres dins Suècia (52 % d'homes al Comtat Västra Götaland ) i Finlàndia Occidental (més de 50 % à la província de Satakunta). En termes de mitjanes nacionals, I-M253 es troba dins el 35–38 % d'homes suecs, el 32.8% d'homes danesos, aproximadament el 31.5% d'homes noruecs, i aproximadament el 28% d'homes finlandesos.
L'haplogrup I-M253 és una branca primària de haplogrup I* (I-M170), el qual ha estat present dins Europa des de temps antics. L'altra branca primària de I* és I-M438, també també coneguda com a I2.
Abans la reclassificació el 2008, el grup es conegué com a I1a, un nom que d'ençà ha estat reassignat a una branca primària, haplogrup I-DF29. Les altres branques primàries de I1 (M253) són I1b (S249/Z131) i I1c (Y18119/Z17925).

## Orígens
Segons un estudi publicat el 2010, l'haplogrup I-M253 s'originà entre fa 3,170 i 5,000 anys, en Europa Calcolítica. Un estudi nou el 2015 va calcular l'origen entre fa 3,470 i 5,070 anys o entre fa 3,180 i  3,760 anys, utilitzant dues tècniques diferents. Es suggereix que es dispersà des de l'àrea que és ara Dinamarca.
El 2014 un estudi fet a Hongria revelà restes de nou individus de la Cultura de la Ceràmica de Bandes, un dels quals portava el M253 SNP que defineix l'haplogrup I1. Aquesta cultura és pensa que fou present entre fa 6,500 i 7,500 anys.

## Estructura
I-M253 (M253, M307.2/P203.2, M450/S109, P30, P40, L64, L75, L80, L81, L118, L121/S62, L123, L124/S64, L125/S65, L157.1, L186, i L187) o I1
- I-DF29 (DF29/S438); I1a
  - I-CTS6364 (CTS6364/Z2336); I1a1
    - I-M227; I1a1a
    - I-L22 (L22/S142); I1a1b
      - I-P109; I1a1b1
      - I-L205 (L205.1/L939.1/S239.1); I1a1b2
      - I-Z74; I1a1b3
      - I-L300 (L300/S241); I1a1b4
        - I-L287
          - I-L258 (L258/S335)

        - I-L813

  - I-Z58 (S244/Z58); I1a2
    - I-Z59 (S246/Z59); I1a2a
      - I-Z60 (S337/Z60, S439/Z61, Z62); I1a2a1
        - I-Z140 (Z140, Z141)
          - I-L338
          - I-F2642 (F2642)

        - I-Z73
          - I-L1302

        - I-L573
        - I-L803

      - I-Z382; I1a2a2

    - I-Z138 (S296/Z138, Z139); I1a2b
      - I-Z2541

  - I-Z63 (S243/Z63); I1a3
    - I-BY151; I1a3a
      - I-L849.2; I1a3a1
      - I-BY351; I1a3a2
        -           - I-CTS10345
            - I-Y10994

          - I-Y7075

      - I-S2078
        - I-S2077
          - I-Y2245 (Y2245/PR683)
            - I-L1237
              - I-FGC9550

            - I-S10360
              - I-S15301

            - I-Y7234

      - I-BY62 (BY62); I1a3a3
- I-Z131 (Z131/S249); I1b
  - I-CTS6397; I1b1
- I-Z17943 (Y18119/Z17925, S2304/Z17937); I1c

## Distribució Geogràfica
I-M253 troba la seva densitat més alta a Europa del nord i altres països que van experimentar migració en massa des d'Europa del nord, bé al Període de Migració, bé al període Viking o bé als temps moderns. Es troba dins tots els llocs envaïts pels pobles germànics antics i el Vikings.
Durant l'era moderna, poblacions significants de l'haplogrup I-M253 també arrelaren en nacions immigrants i antigues colònies europees com els Estats Units, Austràlia i el Canadà.
| Població                   | Mida de mostra | I (total)                | I1 (I-M253)             | I1a1a (I-M227) | Font                   |
| -------------------------- | -------------- | ------------------------ | ----------------------- | -------------- | ---------------------- |
| Àustria                    | 43             | 9.3                      | 2.3                     | 0.0            | Underhill Et al. 2007  |
| Bielarús: Vitbsk           | 100            | 15                       | 1.0                     | 0.0            | Underhill Et al. 2007  |
| Bielarús: Brest            | 97             | 20.6                     | 1.0                     | 0.0            | Underhill Et al. 2007  |
| Bòsnia                     | 100            | 42                       | 2.0                     | 0.0            | Rootsi Et al. 2004     |
| Bulgària                   | 808            | 26.6                     | 4.3                     | 0.0            | Karachanak Et al. 2013 |
| República Txeca            | 47             | 31.9                     | 8.5                     | 0.0            | Underhill Et al. 2007  |
| República Txeca            | 53             | 17.0                     | 1.9                     | 0.0            | Rootsi Et al. 2004     |
| Dinamarca                  | 122            | 39.3                     | 32.8                    | 0.0            | Underhill Et al. 2007  |
| Anglaterra                 | 104            | 19.2                     | 15.4                    | 0.0            | Underhill Et al. 2007  |
| Estònia                    | 210            | 18.6                     | 14.8                    | 0.5            | Rootsi Et al. 2004     |
| Estònia                    | 118            | 11.9                     | Lappalainen Et al. 2008 |                |                        |
| Finlàndia (nacional)       | 28.0           | Lappalainen Et al. 2006  |                         |                |                        |
| Finlàndia: occidental      | 230            | 40                       | Lappalainen Et al. 2008 |                |                        |
| Finlàndia:oriental         | 306            | 19                       | Lappalainen Et al. 2008 |                |                        |
| Finlàndia: regió Satakunta | 50+            | Lappalainen Et al. 20089 |                         |                |                        |
| França                     | 58             | 17.2                     | 8.6                     | 1.7            | Underhill Et al. 2007  |
| França                     | 12             | 16.7                     | 16.7                    | 0.0            | Cann Et al. 2002       |
| França (Normandia Baixa)   | 42             | 21.4                     | 11.9                    | 0.0            | Rootsi Et al. 2004     |
| Alemanya                   | 125            | 24                       | 15.2                    | 0.0            | Underhill Et al. 2007  |
| Grècia                     | 171            | 15.8                     | 2.3                     | 0.0            | Underhill Et al. 2007  |
| Hongria                    | 113            | 25.7                     | 13.3                    | 0.0            | Rootsi Et al. 2004     |
| Irlanda                    | 100            | 11                       | 6.0                     | 0.0            | Underhill Et al. 2007  |
| Kazan Tatars               | 53             | 13.2                     | 11.3                    | 0.0            | Trofimova 2015         |
| Letònia                    | 113            | 3.5                      | Lappalainen Et al. 2008 |                |                        |
| Lituània                   | 164            | 4.9                      | Lappalainen Et al. 2008 |                |                        |
| Països Baixos              | 93             | 20.4                     | 14                      | 0.0            | Underhill Et al. 2007  |
| Noruega                    | 2826           | 31.5                     |                         |                |                        |
| Rússia (nacional)          | 16             | 25                       | 12.5                    | 0.0            | Cann Et al. 2002       |
| Rússia: Pskov              | 130            | 16.9                     | 5.4                     | 0.0            | Underhill Et al. 2007  |
| Rússia: Kostroma           | 53             | 26.4                     | 11.3                    | 0.0            | Underhill Et al. 2007  |
| Rússia: Smolensk           | 103            | 12.6                     | 1.9                     | 0.0            | Underhill Et al. 2007  |
| Rússia: Voronez            | 96             | 19.8                     | 3.1                     | 0.0            | Underhill Et al. 2007  |
| Rússia: Arkhangelsk        | 145            | 15.8                     | 7.6                     | 0.0            | Underhill Et al. 2007  |
| Rússia: Cosacs             | 89             | 24.7                     | 4.5                     | 0.0            | Underhill Et al. 2007  |
| Rússia: Carelians          | 140            | 10                       | 8.6                     | 0.0            | Underhill Et al. 2007  |
| Rússia: Carelians          | 132            | 15.2                     | Lappalainen Et al. 2008 |                |                        |
| Rússia: Vepsos             | 39             | 5.1                      | 2.6                     | 0.0            | Underhill Et al. 2007  |
| Eslovàquia                 | 70             | 14.3                     | 4.3                     | 0.0            | Rootsi Et al. 2004     |
| Eslovènia                  | 95             | 26.3                     | 7.4                     | 0.0            | Underhill Et al. 2007  |
| Suècia (nacional)          | 160            | 35.6                     | Lappalainen Et al. 2008 |                |                        |
| Suècia (nacional)          | 38.0           | Lappalainen Et al. 2009  |                         |                |                        |
| Suècia: Västra Götaland    | 52             | Lappalainen Et al. 2009  |                         |                |                        |
| Suïssa                     | 144            | 7.6                      | 5.6                     | 0.0            | Rootsi Et al. 2004     |
| Turquia                    | 523            | 5.4                      | 1.1                     | 0.0            | Underhill Et al. 2007  |
| Ucraïna: Lvov              | 101            | 23.8                     | 4.9                     | 0.0            | Underhill Et al. 2007  |
| Ucraïna: Ivanovo-Frankov   | 56             | 21.4                     | 1.8                     | 0.0            | Underhill Et al. 2007  |
| Ucraïna: Hmelnitz          | 176            | 26.2                     | 6.1                     | 0.0            | Underhill Et al. 2007  |
| Ucraïna: Cherkasy          | 114            | 28.1                     | 4.3                     | 0.0            | Underhill Et al. 2007  |
| Ucraïna: Belgorod          | 56             | 26.8                     | 5.3                     | 0.0            | Underhill Et al. 2007  |

### Gran Bretanya

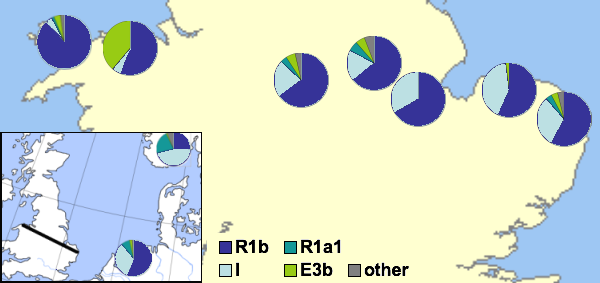
El mapa que mostra la distribució de cromosomes Y dins una trans secció d'Anglaterra i Gal·les presa del assaig "Evidència de Cromosoma Y per Migració en Massa anglosaxona". Els autors atribueixen les diferències en freqüències de haplogrup I a la migració en massa anglosaxona a Anglaterra, però no a Gal·les.

El 2002 un treball va ser publicat per Michael E. Weale i col·legues mostrant evidència genètica de diferències de població entre les poblacions angleses i gal·leses, incloent un nivell clarament més alt d'haplogrup Y-ADN I dins Anglaterra que dins Gal·les. Van veure això com evidència convincent d'invasió en massa anglosaxona de la Gran Bretanya oriental des de Dinamarca i Alemanya del nord durant el Període de Migració. Els autors van assumir que poblacions amb proporcions amples de l'haplogrup I s'originàren a Alemanya del nord o Escandinàvia del sud, particularment Dinamarca, i que els seus avantpassats havien emigrat a través del Mar Del nord amb migracions anglosaxones i Vikings danesos. La reivindicació principal dels investigadors era:
que fou necessari un esdeveniment d'immigració anglosaxó que afectés 50–100% del patrimoni genètic dels mascles de l'Anglaterra Central d'aquell temps. Observem, tanmateix, que les nostres dades no ens permeten distingir un esdeveniment senzillament afegit al patrimoni genètic dels mascles anglesos del centre, d'un altre on els homes autòctons van esser desplaçats a qualsevol altre lloc, o un on van reduir la quantitat d'homes indígenes … Aquest estudi mostra que la frontera gal·lesa va esser més una barrera genètica per al flux de gens anglosaxons del cromosoma Y que el Mar del Nord … Aquests resultats indiquen que una frontera política pot esser més important que una geofísica dins una estructuració genètica de població.

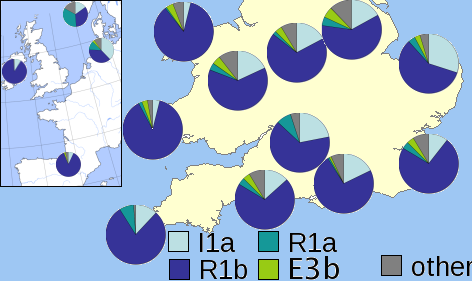
Distribució de haplogrups de cromosoma Y de Capelli et al. (2003). Haplogroup I és present dins totes les poblacions, amb freqüències més altes a l'est i més baixes a l'oest. Sembla no haver-hi cap frontera discontinua com observat per Weale et al. (2002)

El 2003 fou publicat un treball per Christian Capelli i col·legues que donà suport, però modificat, a les conclusions de Weale i col·legues. Aquest treball, el qual fa un mostreig de Gran Bretanya i Irlanda en quadrícula, trobà una diferència més petita entre mostres gal·leses i angleses, amb una disminució gradual en la freqüència de l'haplogrup I movent-se cap a l'oest dins la Gran Bretanya del sud. Els resultats suggeriren als autors que Vikings noruecs invasors havien influït mot fort a l'àrea del nord de les Illes Britàniques, però que ambdós mostres, anglesa i escocesa (de l'illa principal) tenen influència/danesa alemanya.

## Membres prominents de I-M253
Alexander Hamilton, a través de genealogia i el testatge dels seus descendents (assumint paternitat real aparellada a la seva genealogia), ha estat col·locat dins de l'haplogrup Y-ADN I-M253.
Birger Jarl, 'Duc de Suècia' de la Casa del Gots de Bjalbo, fundador d'Estocolm, del qual han estat testades el 2002 les restes enterrades dins una església i han estat provades com essent també I-M253
Passatgers del Mayflower William Brewster, Edward Winslow i George Soule a través de testatge d'ADN

## Marcadors

Exemple d'ADN: cadena 1 difereix de cadena 2 a una ubicació de parell de base sola (un polimorfisme C >> T).

Les següents són les especificacions tècniques per les mutacions conegudes de SNP i STR de l'haplogrup I-M253 .
Nom: M253
Tipus: SNP
Font: M (Peter Underhill de la Universitat Stanford  Arxivat 2008-04-29 a Wayback Machine.)
Posició: ChrY:13532101..13532101 (+ cadena)
Posició (parell de base): 283
Mida total (parells de base): 400
Longitud: 1
HG d'ISOGG: I1
Encebador F (Endavant 5′→ 3′): GCAACAATGAGGGTTTTTTTG
Encebador R (Invers 5′→ 3′): CAGCTCCACCTCTATGCAGTTT
HG de YCC: I1
Canvi d'al·lels del nucleòtid (mutació): C a T
Nom: M307
Tipus: SNP
Font: M (Peter Underhill)
Posició: ChrY:21160339..21160339 (+ cadena)
Longitud: 1
HG d'ISOGG: I1
Encebador F: TTATTGGCATTTCAGGAAGTG
Encebador R: GGGTGAGGCAGGAAAATAGC
HG de YCC: I1
Canvi d'al·lels del nucleòtid (mutació): G a A
Nom: P30
Tipus: SNP
Font: PS (Michael Martell Arxivat 2008-02-20 a Wayback Machine. de la Universitat d'Arizona i James F. Wilson, a la Universitat d'Edimburg)
Posició: ChrY:13006761..13006761 (+ cadena)
Longitud: 1
HG d'ISOGG: I1
Encebador F: GGTGGGCTGTTTGAAAAAGA
Encebador R: AGCCAAATACCAGTCGTCAC
HG de YCC: I1
Canvi d'al·lels del nucleòtid (mutació): G a A
Regió: ARSDP
Tipus: SNP
Font: PS (Michael Martell i James F. Wilson)
Posició: ChrY:12994402..12994402 (+ cadena)
Longitud: 1
HG d'ISOGG: I1
Encebador F: GGAGAAAAGGTGAGAAACC
Encebador R: GGACAAGGGGCAGATT
HG de YCC: I1
Canvi d'al·lels del nucleòtid (mutació): C a T
Regió: ARSDP

### Projectes
Bases de dades haplogrup I
- Haplogroup I1 Project at FTDNA
- Danish Demes Regional DNA Project at FTDNA
- Haplogroup I-P109 Project
- British Isles DNA Project

Bases de dades generals Y-ADN
Hi ha diverses bases de dades amb accés públic que ofereixen informació de l'haplogrup I-M253, incloent-hi:
1. http://www.eupedia.com/europe/european_y-dna_haplogroups.shtml
2. http://www.semargl.me/
3. http://www.ysearch.org/ Arxivat 2011-01-04 a Wayback Machine.
4. http://www.yhrd.org/
5. http://www.yfull.com/tree/I1/

| Haplogrups del cromosoma Y humà |                 |   |   |   |    |    |    |    |    |   |    |    |   |    |    |    |    |    |   |   |   |  |
|                                 | Adam cromosòmic |   |   |   |    |    |    |    |    |   |    |    |   |    |    |    |    |    |   |   |   |  |
| \|                              |                 |   |   |   |    |    |    |    |    |   |    |    |   |    |    |    |    |    |   |   |   |  |
|                                 | A               | A | A | A | BT |    |    |    |    |   |    |    |   |    |    |    |    |    |   |   |   |  |
|                                 |                 |   | B | B | B  | CT | CT | CT | CT |   |    |    |   |    |    |    |    |    |   |   |   |  |
|                                 |                 |   |   |   | DE | DE | C  | F  | F  | F | F  | F  |   |    |    |    |    |    |   |   |   |  |
|                                 |                 |   |   |   | D  | E  |    |    | G  | H | IJ | IJ | K | K  | K  | K  |    |    |   |   |   |  |
|                                 |                 |   |   |   |    |    |    |    |    |   | I  | J  |   | LT | MS | MS | NO | NO | P | P |   |  |
|                                 |                 |   |   |   |    |    |    |    |    |   |    |    |   |    |    |    | N  | O  |   | Q | R |  |
|                                 |                 |   |   |   |    |    |    |    |    |   |    |    |   |    |    |    |    |    |   |   |   |  |